# Pagiopalus apiculus
Pagiopalus apiculus là một loài nhện trong họ Philodromidae.
Loài này thuộc chi Pagiopalus. Pagiopalus apiculus được miêu tả năm 1970 bởi Suman.